# Atmosfera (literatura)
Na literatura, a atmosfera, também chamada de humor ou clima refere-se a atmosfera criada na narrativa por meio do cenário (local e ambiente em que a narrativa ocorre), do tom (atitude do narrador e dos personagens da narrativa) e das descrições. Embora a atmosfera e o cenário estejam conectados, eles podem ser considerados separadamente até certo ponto. Atmosfera é a aura de humor que envolve a história. Está para a ficção o que o nível sensorial está para a poesia ou a mise-en-scène está para o cinema. A atmosfera é estabelecida para afetar o leitor emocional e psicologicamente e fornecer um sentimento para a narrativa.

## Elementos
A atmosfera geralmente é criada por meio de várias coisas diferentes. O cenário, que fornece a localização física da história, é usado para criar um pano de fundo no qual a história se passa. Diferentes configurações podem afetar o clima de uma história de maneiras diferentes e geralmente apoiam ou entram em conflito com o outro conteúdo da história de alguma forma. Por exemplo, o deserto pode servir de cenário para uma história de cowboy e pode gerar um clima de solidão, desolação e luta, entre outras associações possíveis. A atitude do narrador é outro elemento que ajuda a gerar a atmosfera. Como o leitor depende da perspectiva da história do narrador, ele vê a história através de suas lentes, sentindo a maneira como o narrador se sente sobre o que acontece ou o que está sendo descrito. Embutidos na atitude de um narrador estão os sentimentos e emoções que a compõem. Um elemento semelhante que gera humor é a dicção, ou seja, a escolha e o estilo de palavras que o escritor usa. A dicção transmite uma sensibilidade, bem como retrata o conteúdo de uma história em cores específicas, afetando assim a maneira como o leitor se sente sobre ela.

## Diferença entre atmosfera e tom
Tom e atmosfera não são os mesmos. O tom de uma peça de literatura é a atitude do falante ou do narrador em relação ao assunto, e não o que o leitor sente. A atmosfera é o sentimento que um texto cria no leitor. É produzida de forma mais eficaz através do uso de cenário, tema, voz e tom. O tom pode indicar o humor do narrador, mas o humor geral vem da totalidade da obra escrita, mesmo em narrativas em primeira pessoa. O efeito que uma obra literária exerce sobre o leitor é subjetivo e produz diferentes associações, enquanto o texto elaborado pelo autor se apresenta ao leitor como algo objetivo. A atmosfera é sugerida pelos elementos utilizados pelo autor, mas depende da resposta subjetiva do leitor.